# واودریمسنیل
واودریمسنیل (به فرانسوی: Vaudrimesnil) یک کمون در فرانسه است که در Canton of Saint-Sauveur-Lendelin واقع شده‌است.

## خصوصیات
واودریمسنیل ۶٫۰۵ کیلومترمربع مساحت و ۴۱۴ نفر جمعیت دارد و ۲۷ متر بالاتر از سطح دریا واقع شده‌است.